# Microsoft Word
Microsoft Word es un software para procesamiento de textos desarrollado por Microsoft desde 1983 hasta la actualidad. Está incluido en el paquete de aplicaciones Microsoft Office, como parte del software de suscripción en línea Microsoft 365 y Works hasta su descontinuación.
Sus principales funciones son el tratamiento, la redacción y corrección de textos, cartas, informes académicos y documentos en general, siendo Word y su formato docx el estándar de facto en la industria y el programa más usado mundialmente para redactar textos, aunque no el primer procesador textos que existió, siendo este WordStar para DOS en 1978.
Fue desarrollado por Charles Simonyi, originalmente para computadores IBM con el sistema operativo MS-DOS en 1983. A partir de Word 1.0 en 1989 estuvo disponible para Microsoft Windows y en 1985 para MacOS Classic.
A lo largo de los años Word, ha cambiado pasando de ser solamente de tener una hoja en pantalla y menús grises en sus primeras ediciones, a ser en los últimos años una herramienta de trabajo colaborativo que en sus últimas versiones es posible trabajar en línea y mediante varios dispositivos por medio del guardado en OneDrive.
Su última versión es Word 2021 incluida en para Windows y Mac.

## Reseña histórica
La primera versión de Microsoft Word fue un desarrollo realizado por Charles Simonyji y Ricardo Brodie, dos exprogramadores de Xerox contratados en 1981 por Bill Gates y Paul Allen. 
Estos programadores habían trabajado en Xerox Bravo, que fuera el primer procesador de textos desarrollado bajo la técnica WYSIWYG (“What You See Is What You Get”); es decir, el usuario podía ver anticipadamente, en pantalla, el formato final que aparecería en el impreso del documento. 
Esta primera versión, Word 1.0, salió al mercado en octubre de 1983 para la plataforma Xenix MS-DOS; en principio fue rudimentario y le siguieron otras cuatro versiones muy similares que no produjeron casi impacto en las ventas a usuarios finales.
La primera versión de Word para Windows salió en 1989, que, si bien en un entorno gráfico resultó bastante fácil de operar, también permitió que las ventas se incrementaran notablemente. 
Cuando se lanzó al mercado Windows 3.0, en 1990, se produjo el despegue. A Word 1.0 le sucedieron Word 2.0 en 1991 y Word 6.0 en 1993. 
El posterior salto en los números de versión se introdujo a fin de que coincidiera con la numeración de versión de Windows, tal como fueron Word 95 y Word 97. 
Con la salida de Windows 2000 (1999) también surgió la versión homóloga de Word. La versión Word 2002 emergió en la misma época que el paquete Microsoft Office XP, en 2001. Un año después le siguió la versión Microsoft Word 2003. Posteriormente se presentó Microsoft Word 2007 junto con el resto de los programas del paquete Office 2007. En esta versión, Microsoft marcó un nuevo cambio en la historia de los programas office presentando la nueva interfaz Ribbons, más sencilla e intuitiva que las anteriores (aunque muy criticada por usuarios acostumbrados a las versiones anteriores). 
La versión más reciente lanzada al mercado es Microsoft Word 2021.
Microsoft Word fue en 2009 el líder absoluto en ese sector del mercado, contando con alrededor de 500 000 000 de usuarios (cifras de 2008); y si bien ya ha cumplido sus 25 años, continúa su liderazgo, pero ya los procesadores de texto basados en la red y las soluciones de código abierto comenzaron a ganarle terreno.

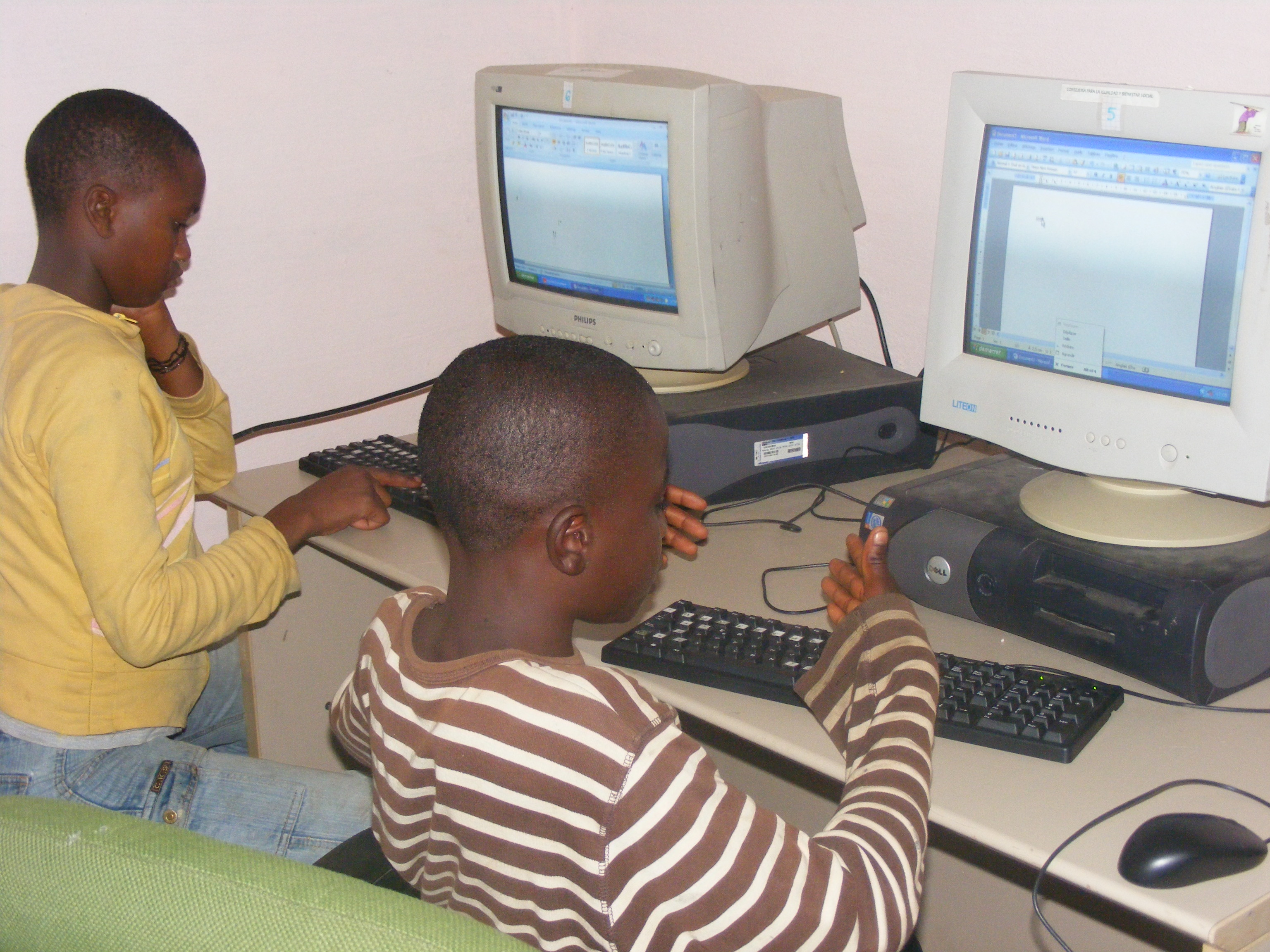
Estudiantes usando Word

El 11 de agosto de 2009, el juez Leonard Davis, de la Corte Federal de los EE. UU. en el Distrito Este de Texas, División Tyler, emitió una orden judicial por la que debía ponerse en práctica dentro de 60 días la prohibición de la venta de Microsoft Word en los Estados Unidos, después de aceptar las reclamaciones de que Microsoft infringió deliberadamente la patente EE. UU. 5787449 en poder de la empresa canadiense i4i con base en Toronto, que describe la utilidad de la estructura de la edición por separado (por ejemplo, SGML, XML) y el contenido de los documentos de Microsoft Word, originalmente implementada en 1998, en editor de i4i XML add-on para Microsoft Word con el nombre S4. El juez Davis también ordenó a Microsoft pagar a i4i 40 000 000 de dólares de daños mayores por infracción deliberada, así como otros gastos, una sentencia además de la sentencia de 200 000 000 de dólares contra Microsoft en marzo de 2009. trajes de Patentes se han interpuesto en los tribunales del Distrito Este de Texas, como es conocido por favorecer a los demandantes y por su experiencia en casos de patentes. Antes de entrar en la escuela de leyes en 1974, el juez Davis trabajó como programador de computadoras y analista de sistemas.
Microsoft ha presentado una moción de emergencia en la que pidió la suspensión de esa decisión. En su petición, la empresa afirma que es "gastar un enorme capital humano y financiero para hacer su mejor esfuerzo para cumplir con el plazo del tribunal de distrito de 60 días". Además, de que la alegación de la de patentes en el corazón de esta cuestión ya ha sido provisionalmente, rechazada por la Oficina de Patentes de EE. UU. tras un nuevo examen de la patente.
Versiones para MS-DOS
- 1983 Word 1
- 1985 Word 2
- 1986 Word 3
- 1987 Word 4, también conocido como Microsoft Word 4.0 para PC
- 1989 Word 5
- 1991 Word 5.1
- 1993 Word 6.8

Versiones para Microsoft Windows

Icono documento Word usado hasta 2007

- Icono documento Word usado hasta 20071989 Word para Windows 1.0 y 2, nombre clave "Opus""
- 1990 Word para Windows 1.1 y 3.0, nombre clave "Bill the Cat"
- 1990 Word para Windows 1.1a

Icono documento Word usado desde 2019 hasta la actualidad

- Icono documento Word usado desde 2019 hasta la actualidad1991 Word para Windows 2.0, nombre clave "Spaceman Spiff"
- 1993 Word para Windows 6.0, nombre clave "T3" (renombrada "6" por representar el mismo producto en

, y también WordPerfect, el principal procesador de texto competidor de la época)
- 1995 Word para Windows 95, también conocido como Word 7 (aquí explotó en popularidad, hasta la actualidad)
- 1997 Word 97, también conocido como Word 8
- 1999 Word 2000, también conocido como Word 9
- 2001 Word 2002, también conocido como Word 10 o Word XP
- 2003 Word 2003, también conocido como Word 11, pero oficialmente llamado Microsoft Office Word 2003
- 2007 Word 2007, también conocido como Word 12, pero oficialmente llamado Microsoft Office Word 2007
- 2010 Word 2010, también conocido como Word 14, pero oficialmente llamado Microsoft Word 2010
- 2013 Word 2013, también conocido como Word 15, pero oficialmente llamado Microsoft Word 2013
- 2016 Word 2016, también conocido como Word 16, pero oficialmente llamado Microsoft Word 2016
- 2019 Word 2019, también conocido como Word 17, pero oficialmente llamado Microsoft Word 2019
- 2021 Word 2021, también conocido como Word 18, pero oficialmente conocido como Microsoft Word 2021.

Versiones para Apple Macintosh
- 1985 Word 1 para Macintosh
- 1987 Word 3
- 1989 Word 4
- 1991 Word 5
- 1993 Word 6
- 1998 Word 98
- 2000 Word 2000
- 2001 Word v.X, la primera versión para Mac OS X
- 2004 Word 2004
- 2008 Word 2008
- 2011 Word 2011
- 2012 Word 2012
- 2016 Word 2016*
- 2019 Word 2019
- 2021 Word 2021

*A partir de 2016, la versión para Windows y Mac es la misma, con la ausencia de algunas características nativas de las versiones de Windows, como la creación de macros
Versiones para UNIX
- Microsoft Word para sistemas UNIX 5.1

## Código fuente
El código fuente del Word para Windows 1.1a (1989), junto con los del MS-DOS 1.1 (1982) y 2.0 (1983) fueron publicados por Microsoft el 25 de marzo de 2014.

## Formatos de archivos

### Formato DOC
Microsoft Word utiliza un formato nativo cerrado y muy utilizado, comúnmente llamado DOC (utiliza la extensión de archivo .doc). Por la amplísima difusión del Microsoft Word, este formato se ha convertido en estándar de facto con el que pueden transferirse textos con formato o sin formato, o hasta imágenes, siendo preferido por muchos usuarios antes que otras opciones como el texto plano para el texto sin formato, o JPG para gráficos; sin embargo, este formato posee la desventaja de tener un mayor tamaño comparado con algunos otros. Por otro lado, la Organización Internacional para la Estandarización ha elegido el formato Office Open XML como estándar para el intercambio de texto con formato, lo cual ha supuesto una desventaja para el formato .doc. A partir de Word 2007, se maneja un nuevo formato, .docx. Es más avanzado y comprime aún más el documento. Sin embargo, todavía es posible guardar archivos con el formato .doc. Puede instalarse un complemento para abrir documentos creados en Office 2007 desde versiones de Office anteriores, disponible desde la página la página de Microsoft.

### Formato RTF
El formato RTF (siglas en inglés para Rich Text Format o 'Formato de texto enriquecido') surgió como acuerdo para intercambio de datos entre Microsoft y Apple en los tiempos en que Apple dominaba el mercado de los computadores personales. Las primeras versiones del formato .doc de Word derivaban del RTF. Incluso ahora hay programas de Microsoft, tal como WordPad, que usan directamente RTF como formato nativo. El documento en formato RTF tiene extensión .rtf
Es un formato de texto compatible, en el sentido que puede ser migrado desde y hacia cualquier versión de Word, e incluso muchos otros procesadores de textos y de aplicaciones programadas. También es usado por Word para importar y exportar a formatos implementados por DLLs. Puede considerársele un segundo formato nativo.
El RTF es una forma particular para dar formato a un texto, salvando las diferencias, como lo puede ser HTML o Tex, insertando códigos particulares entre el texto. No se usa inclusión de comandos y controles en el documento como se hace en el formato DOC, que pueden inhabilitar a otras programas o procesadores a abrirlos. Para observar cómo un documento está formateado en RTF sencillamente se abre el archivo con cualquier editor de texto de formato ASCII, por ejemplo, con el Bloc de notas de Windows.

### Otros formatos
Word tiene un mecanismo similar a los plug-ins para entender otros formatos. Fue desarrollado en los tiempos en que Word Perfect era el estándar de facto para quitarle cuota de mercado. Se basa en instalar una librería dinámica o DLL para implementar el formato.
Microsoft incluso publicó un Converter SDK (Software Development Kit) para permitir a los usuarios de Word 6.0 que escribieran soporte para formatos no soportados.
Ahora que Microsoft es el estándar de facto este SDK ya no resulta interesante para la empresa Microsoft y se encuentra abandonado. Puede ser descargado de la página web de Microsoft, pero solo hace referencia a Word 6.0 y Word 95.
En las versiones desde 2010 de Word permite guardar como documento PDF, en la ruta Archivo > Exportar.